# خسوس دارتولو
خسوس دارتولو (انگلیسی: Jesús Dátolo؛ زادهٔ ۱۹ مهٔ ۱۹۸۴) بازیکن فوتبال اهل آرژانتین است.
از باشگاه‌هایی که در آن بازی کرده‌است می‌توان به باشگاه ورزشی اینترناسیونال، باشگاه فوتبال بانفیلد، باشگاه فوتبال المپیاکوس، باشگاه فوتبال بوکا جونیورز، باشگاه فوتبال ناپولی، باشگاه فوتبال اتلتیکو مینیرو، و باشگاه فوتبال اسپانیول اشاره کرد.
وی همچنین در تیم ملی فوتبال آرژانتین بازی کرده‌است.